# Đại Bảo Tháp Tây Thiên
Đại Bảo Tháp Tây Thiên hay Đại Bảo Tháp Mandala Tây Thiên là công trình Phật giáo nằm ở trung tâm Khu Di Tích Quốc gia Đặc Biệt Tây Thiên, xã Đại Đình, huyện Tam Đảo, tỉnh Vĩnh Phúc.
Đại Bảo Tháp nằm ở phía Tây lòng chảo Tây Thiên, phía Tây Bảo Tháp là suối Thõng ôm quanh, phía Đông là sân Lễ hội Tây Thiên, phía Đông Bắc là các đền chùa: Đền Hạ, Chùa Thiên Ân, Thiền Viện Trúc Lâm Tây Thiên.

## Lịch sử
Theo sách Thủy Kinh chú viết vào thế kỷ thứ IV của Công Nguyên thì ở Tây Thiên khi đó "... tháp và giảng đường của vua A Dục xây vẫn còn, người dân đi hái củi gọi là Kim tượng...", như vậy từ xa xưa tại Tây Thiên đã có các tháp thờ Phật do các cao tăng Thiên Trúc xây dựng.
Năm 2011, Đại Bảo Tháp Tây Thiên được động thổ xây dựng theo sự thỉnh cầu của chư ni Tây Thiên, dưới sự chứng minh gia trì và chỉ dạy của Pháp Vương Gyalwang Drukpa đời thứ XII.
Năm 2014, Đại Bảo Tháp có trụ trì được bổ nhiệm đầu tiên.

## Kiến Trúc
Tháp xây theo kiến trúc Đại Bảo Tháp Kim Cương Thừa ở vùng Hy Mã Lạp Sơn.
Tháp có diện tích sàn 1500 m2, cao 37 m. Bao quanh tháp là hồ nước lớn có tên Hương Thủy nối thông với suối Thõng, giữ hồ về phía Tây bắc có cung Liên Hoa Sinh.